# Луј Филип I
Луј-Филип I (фр. Louis-Philippe I; Париз, 6. октобар 1773 — Клермон хаус, 26. август 1850), познат и као Краљ-грађанин (Roi Citoyen), био је француски краљ од 1830. до 1848. (доба такозване јулске монархије).
Дивио се моделу енглеске монархије коју је покушао да имитира. Његову владавину је карактерисао брз развој и богаћење производне и финансијске буржоазије и екстремно сиромаштво нижих класа, чији је револт довео до краја његовог режима.

## Јулска револуција
Отварајући палату престоном беседом (у пролеће 1830), Карло је просто претио представништву. Палата одговори адресом, у којој је било оправданих прекора краљу; адреса је примљена с 221 гласом против 181. Краљ првобитно одложи седнице до јесени, али ускоро (16. маја) издаје указ, којим распушта палату, жалећи се на њу и одређујући нове изборе. Међутим на изборима прођу сви стари противници (221) и још неколико противника Полињакова министарства. Тада Карло (26. јула) изда пет указа, од којих једним распусти и несакупљену палату, другим измени изборни закон, трећим заведе строжу цензуру итд. Ово изазва у Паризу опште незадовољство. Новинари с Тјером на челу издаду проглас против ових указних наредаба и огласе их за незаконите; посланици се почну скупљати на саветовања о овим повредама уставним; продавнице и радионице бише затворене, а радници се узбуне и уз њих устану и други редови друштвени; појави се и народна гарда, коју је Карло био укинуо пре три године. За три дана (27, 28 и 29. јула 1830) устаници, храбро се борећи на барикадама, победе краљеву војску. Живећи у то време изван Париза (у Сен-Клу), Карло X, чим дозна за устанак, обустави указе и отпусти Полињака, па се потом и сам одрече престола у корист свога младолетнога унука војводе Бородовскога, сина убијенога војводе Беријскога. Ну народ у Паризу не хте више ни чути за Бурбонце, и брзо се образова привремена влада, а Карло X с породицом мораде побећи у Енглеску. Премда је револуцију углавном извршио народ, ипак и привремена влада и палата беху у рукама буржоазије, коју су помагале и новине, објашњавајући свету смисао свршенога преврата. И републиканци намисле да се користе догађајима, али је буржоазија била противна републици, сећајући се конвента и бојећи се обнављања демократских тежња у народној већини. Најзад је решено да се очува уставна монархија с малим изменама у уставу и с предавањем круне с називом краља Француза а не краља Француске војводи Лују Филипу Орлеанском. Лујев је отац био члан конвента и гласао је за казну Луја XVI. Сам се Луј у младости борио под републиканском заставом (до Димуријевог бекства), а за Луја XVIII и Карла X беше уз либерале. Главна је уставна измена у давању законодавнога предлагања и израде закона палатама и у смањињивању изборнога ценза. Ова револуција, као први удар бечком конгресу, доби назив јулска, а за владавину се говорило јулска монархија, јулски престо итд. Консервативци дуго називаху Луја Филипа краљем барикада.

## Долазак на престо
Револуција од 1830. године извршена је у име народнога суверенитета (то јест највише власти). То је и нови краљ усвојио, и назвао се Луј Филип I, по милости Божјој и вољи народној краљ Француза. Ваљало је израдити нов устав, и то је онај устав (charte) од 1830. године. Тај устав није био октроисан, то јест дат народу по краљевој вољи, него га је народ прописао, а краљ на њега пристао и заклео се да га поштује. Члан 14, на који се Карло X позивао, буде укинут. Цензура, то јест надзиравање штампе, би на свагда забрањена. Скупштина доби право да бира себи председника. Уставом су се обећавали закони о пороти, народној војсци, администрацији и слободној настави. — Устав буде 1831. године допуњен двама законима. Чланство у Горњем Дому, које је било наследно, буде претворено у доживотно, и смањи се изборни цензус (пореска стопа) од 300 на 200 динара. Тада је било 150 000 бирача (а 200 000 године 1848).
Тако се то питање реши у корист народне скупштине, и она је имала највећу власт, а не краљ. Изгледало је да је у Француској утврђена парламентарна владавина. Али су још једнако постојале две непомирљиве странке, које су биле рђаво расположене према уставу: — на десној страни легитимисти, који нису хтели признати краља отмичара, а на левој републиканци, који су се тужили да су преварени 1830. године. Краљ пак, при свем том што се претварао као да се покорава скупштинској већини, није хтео вршити улогу уставнога краља. Он је хтео да сам бира себи министре, да с њима ради и да управља политиком министарства; уместо да своју владавину подешава према вољи скупштинске већине, он се трудио да створи већину, која би била послушна краљевој вољи.

## Влада буржоазије
Јулска револуција смањи изборни ценз само у толико, у колико је било корисно за буржоазију — власнике, послодавце. Победа је ових богаташа била већа у Француској, но у Енглеској после изборних рефорама (1832). У Енглеској и консервативци помогну да кроз парламенат прођу фабрички закони у корист радника (први закон о заштити дечјега рада), а у Француској то бејаше сасвим немогућно. Буржоазија је овде била тако јака и безобзирна, да се искључиво бринула за своју корист. У четрдесетим је годинама Гизово министарство имало сталну већину у палатама и било је у потпуној сагласности с краљем, а уз то је и код владе и код буржоазије владало чврсто веровање у сталност положаја. Уопште је влада јулске монархије тачно испуњавала само спољашњост уставности. Парламентарни је живот текао у реду, а министарска је промена вршена према победи странака, које су у борбу уносиле доста одушевљења и говорничког блеска, али је овај живот имао и другу страну и то веома ружну: поткупљивање на изборима и подмитљивост народних представника, од којих многи беху и државни чиновници, зависни од владе. Стога су влада и палата изгубиле сваки углед, а страначка је борба била без икаква значаја. Једно се време била у буржоазији основала странка, која је тежила да из палате изгна државне чиновнике и да смањи ценз, а опозиција је већином трошила своју снагу на критиковању спољашње политике владине. Тјер је био главни противник Гизов. Када је он био министар, тако је самостално водио спољашње послове, да умало није довео до рата (1840), али се Гизо, на против, приближи Метернику, с којим се чак договори о заједничком раду против демократских покрета у Италији и Шпанији. Најзад што се тиче унутрашњих послова, ни Луј Филип, који се одликовао великим упорством, ни до крајности охоли Гизо, ни већина парламентска нису желели напустити власт и нису чинили никакве уступке јавном мњењу. Последица је овакога стања — фебруарска револуција, која обори јулску монархију.

## Од 1830. до 1835.
Од 1830. до 1835. године отимале су се око власти две странке, које су заједнички извршиле револуцију, роајалистичка левица и републиканци. Да би учинио да га приме и републиканци, који су владали општином, Луј Филип се бејаше спријатељио с њиховим вођама, Лафајетом и Лафитом, и саставио мешовито министарство од пет републиканаца и четири роајалиста. Борба се започела у самоме министарству; напредњачка странка (parti du mouvement— републиканци) хтела је демократску политику и мешање у корист побуњених народа у Европи; назадњачка странка (parti de la résistance — роајалисти) хтела је сачувати владавину грађанскога сталежа и мир с великим силама. Краљ, као присталица назадњачке странке, хтео је пустити да се истроше људи напредњачке странке, па остави саме републиканце у министарству (Лафит) и у париској општини. Мислило се да ће се они уплести у рат с Европом. Народ се препаде, тропроцентна рента паде на 52,70, а петпроцентна рента на 82.50 динара.(Државне обвезнице на учињени зајам) Скупштина напусти Лафита и краљ узе роајалистичко министарство (Казимир Перије, 1831). Републиканска странка бејаше изгубила сваки изглед да ће преко скупштине доћи на власт; она покуша да по ново покрене револуцију од 1830. године, уреди радничка друштва, покрену новине и произведе више метежа у Паризу. Влада нареди да се забрањују новине и тајна друштва, помоћу народне војске угуши метеже, а у исто доба савлада и побуњене легитимисте на западу. После тако званога procèsmonstre — ужаснога суђења — и издавања септембарских закона против штампе ред би повраћен 1835. године.

## Од 1835. до 1840.
Од 1835. до 1840. године борба се водила у скупштини између две странке, центровога левога крила (Тјер) и доктринара, који су образовали центрово десно крило (Гизо); али је ту била и једна средња трупа, тако звана трећа партија (tiers-parti), и још две крајње групе. Осем тога место да краљ министарство повери странци која има већину, и да га држи све дотле, док оно не изгуби већину, он је за министре узимао своје пријатеље изван скупштинске већине и отпуштао је министре, који нису хтели водити његову политику. Министарства су брзо падала пред каквим удружењем странака (коалицијом) или пред краљевим отпором; од 1832. до 1840. године било их је осам. То је доба величанствених беседничких битака; претресање скупштинске адресе краљу 1838. год. Трајало је 12 дана, а изговорено је 128 беседа. Али таква парламентарност није могла успети да заснује какву дуготрајну владавину.

## Гизо
Године 1840. краљ се коначно придружи центрову десном крилу и повери министарство Гизоу. Његов се систем обезбеђења скупштинске потпоре састојао у том, да утиче да се изберу посланици без политичкога убеђења, који ће бити увек готови да гласају за оно, што министарство хоће. Он се није освртао на политичка убеђења бирача и посланика, него на њихове личне интересе, па је давао бирачима право продаје дувана, отварања новчаних завода (берза) и државне службе, а посланицима разне положаје. Та су средства била у толико моћнија, што посланици нису добивали никакву накнаду, а скоро је половина скупштине била састављена од чиновника. Гизова је политика била да избегава сваки спор у Европи, а у Француској да не чини никаквих промена. Тај је начин владања трајао осам година; већина се једнако повећавала и никад није била јача него после избора 1846. године. Али је маса народна бивала све незадовољнија; влади се замерало због њене „ћораве" („borne", једнооке) политике и њенога система корупције (кварења), и тражиле су се поправке: — 1., смањити цензус, а додати способности (capaciéts, квалификације), то јест додати бирачима по цензусу и људе школоване (од 1827. године они су били и у листи поротних судија); — забранити посланицима да буду у државној служби. — Француска је тада била подељена на два табора: с једне стране краљ, министри, скупштина и бирачи по цензусу, сложни да све одбаце, који су сами имали сву власт, јер су они сачињавали сав правни народ (pays légal), — с друге стране противничка странка (опозиција), састављена од свега осталога |што је имало политичкога убеђења, но без икаквих средстава за рад.
По изгледу је то била чисто парламентарна владавина; изгледало је да је краљ извршилац воље скупштинске већине, и то скупштине изабране. Али, захваљујући цензусу и изборном поткупљивању (корупцији), скупштина, уместо да представља народ, није била ништа друго до скуп краљевих слугу. Енглеска парламентарна владавина, под руковођењем једнога министра, који је био професор енглеске историје, била је представљена само једном фасадом (предњом страном какве зграде), иза које се одржавала краљева лична владавина.

## Фебруарска револуција
1848, као и 1830. године, влада је имала против себе две врсте противника: династичка левица захтевала је измену изборнога система и отпуштање Гизова министарства, али је при том хтела задржати парламентарну монархију, а републиканска је странка хтела оборити краљевство.
Левица, којом су управљали Тјер и Баро, да би покренула јавно мнење, приређивала је банкете, на којима је тражила реформу (поправке), али није заборављала да по обичају наздрави и краљу. Њу су подржавали новинари, грађанство и париска народна гарда, коју су сачињавале све пореске главе.
Републиканска се странка била по ново уредила после 1840. године. Њу је представљао само један једини посланик (Ледри-Ролен) и само један лист Réforme (с мање од 2000 претплатника), али је она имала уза се један део париских радника, Луј-Бланових ученика, који су желели социјалну (друштвену) промену. Социјалисти (тако су их назвали) су се тужили, да су радници приморани, само да би имали рада, да примају онакве погодбе, какве им ставе њихови господари, власници фабрика; они су хтели, да држава узме на себе ту дужност да организује рад, отварајући радионице, где би сама употребљавала раднике.
Борба се заподела око питања о измени изборнога система, које је скупштина била одбацила (11. фебруара 1848). Затим влада бејаше забранила један банкет, и левица је само протестовала, али није покушала да се одупре. Као и 1830. године револуцију започе републиканска странка. Она се лати оружја и погради барикаде, по источном делу Париза, а народна гарда, која је господарила у западном крају, стане против Гизова министарства. У то се доба народна гарда сматрала као представник парискога јавнога мнења и навикли су се били, да само о њој јединој воде рачуна; она је 1830. године помогла, да се утврди орлеанска династија, а у уставу је било написано: „Устав и сва права која су њим освештана чуваће патриотизам и храброст народне гарде“. Луј Филип уступи пред народном гардом, отпусти Гизоа и узе министарство из левице. Победила је странка која је хтела поправке (23. фебруара).
Али републиканска странка продужи револуцију. Она приреди једну ноћну манифестацију. Војска је била тим изненађена и пуцала је на манифестанте, те је било и мртвих, а републиканци узму лешеве и пронесу их кроз Париз. Сутрадан стадоше они и нападати: светина освоји Тиљерије, нагрте у Бурбонску Палату и примора скупштину, да огласи да је краљевска породица збачена с престола и да састави привремену владу (24. фебруара). Овога пута савез између левице и републиканаца донео је републиканцима победу. — Цела је унутрашњост била ројалистичка и страховала је од републике, али је била толико навикнута да прима из Париза сасвим готов облик владавине, да је без отпора примила револуцију и допустила, да власт предузму комесара, које посла привремена влада.

## Породично стабло
|  |                                              |  |  |  |  |  |  |  |  |  |  |  |  |  |  |  |
|  | 16. Филип II Орлеански                       |  |  |  |  |  |  |  |  |  |  |  |  |  |  |  |
|  |                                              |  |  |  |  |  |  |  |  |  |  |  |  |  |  |  |
|  |                                              |  |  |  |  |  |  |  |  |  |  |  |  |  |  |  |
|  | 8. Луј Орлеански, војвода од Орлеана         |  |  |  |  |  |  |  |  |  |  |  |  |  |  |  |
|  |                                              |  |  |  |  |  |  |  |  |  |  |  |  |  |  |  |
|  |                                              |  |  |  |  |  |  |  |  |  |  |  |  |  |  |  |
|  | 17. Françoise Marie de Bourbon               |  |  |  |  |  |  |  |  |  |  |  |  |  |  |  |
|  |                                              |  |  |  |  |  |  |  |  |  |  |  |  |  |  |  |
|  |                                              |  |  |  |  |  |  |  |  |  |  |  |  |  |  |  |
|  | 4. Луј Филип Орлеански                       |  |  |  |  |  |  |  |  |  |  |  |  |  |  |  |
|  |                                              |  |  |  |  |  |  |  |  |  |  |  |  |  |  |  |
|  |                                              |  |  |  |  |  |  |  |  |  |  |  |  |  |  |  |
|  | 18. Лудвиг Вилхелм Баденски                  |  |  |  |  |  |  |  |  |  |  |  |  |  |  |  |
|  |                                              |  |  |  |  |  |  |  |  |  |  |  |  |  |  |  |
|  |                                              |  |  |  |  |  |  |  |  |  |  |  |  |  |  |  |
|  | 9. Auguste of Baden-Baden                    |  |  |  |  |  |  |  |  |  |  |  |  |  |  |  |
|  |                                              |  |  |  |  |  |  |  |  |  |  |  |  |  |  |  |
|  |                                              |  |  |  |  |  |  |  |  |  |  |  |  |  |  |  |
|  | 19. Sibylle of Saxe-Lauenburg                |  |  |  |  |  |  |  |  |  |  |  |  |  |  |  |
|  |                                              |  |  |  |  |  |  |  |  |  |  |  |  |  |  |  |
|  |                                              |  |  |  |  |  |  |  |  |  |  |  |  |  |  |  |
|  | 2. Луј Филип II, војвода од Орлеана          |  |  |  |  |  |  |  |  |  |  |  |  |  |  |  |
|  |                                              |  |  |  |  |  |  |  |  |  |  |  |  |  |  |  |
|  |                                              |  |  |  |  |  |  |  |  |  |  |  |  |  |  |  |
|  | 20. François Louis, Prince of Conti          |  |  |  |  |  |  |  |  |  |  |  |  |  |  |  |
|  |                                              |  |  |  |  |  |  |  |  |  |  |  |  |  |  |  |
|  |                                              |  |  |  |  |  |  |  |  |  |  |  |  |  |  |  |
|  | 10. Louis Armand II, Prince of Conti         |  |  |  |  |  |  |  |  |  |  |  |  |  |  |  |
|  |                                              |  |  |  |  |  |  |  |  |  |  |  |  |  |  |  |
|  |                                              |  |  |  |  |  |  |  |  |  |  |  |  |  |  |  |
|  | 21. Marie Thérèse de Bourbon                 |  |  |  |  |  |  |  |  |  |  |  |  |  |  |  |
|  |                                              |  |  |  |  |  |  |  |  |  |  |  |  |  |  |  |
|  |                                              |  |  |  |  |  |  |  |  |  |  |  |  |  |  |  |
|  | 5. Louise Henriette de Bourbon               |  |  |  |  |  |  |  |  |  |  |  |  |  |  |  |
|  |                                              |  |  |  |  |  |  |  |  |  |  |  |  |  |  |  |
|  |                                              |  |  |  |  |  |  |  |  |  |  |  |  |  |  |  |
|  | 22. Louis III, Prince of Condé               |  |  |  |  |  |  |  |  |  |  |  |  |  |  |  |
|  |                                              |  |  |  |  |  |  |  |  |  |  |  |  |  |  |  |
|  |                                              |  |  |  |  |  |  |  |  |  |  |  |  |  |  |  |
|  | 11. Louise Élisabeth de Bourbon              |  |  |  |  |  |  |  |  |  |  |  |  |  |  |  |
|  |                                              |  |  |  |  |  |  |  |  |  |  |  |  |  |  |  |
|  |                                              |  |  |  |  |  |  |  |  |  |  |  |  |  |  |  |
|  | 23. Louise Françoise de Bourbon              |  |  |  |  |  |  |  |  |  |  |  |  |  |  |  |
|  |                                              |  |  |  |  |  |  |  |  |  |  |  |  |  |  |  |
|  |                                              |  |  |  |  |  |  |  |  |  |  |  |  |  |  |  |
|  | 1. Луј-Филип I                               |  |  |  |  |  |  |  |  |  |  |  |  |  |  |  |
|  |                                              |  |  |  |  |  |  |  |  |  |  |  |  |  |  |  |
|  |                                              |  |  |  |  |  |  |  |  |  |  |  |  |  |  |  |
|  | 24. Луј XIV                                  |  |  |  |  |  |  |  |  |  |  |  |  |  |  |  |
|  |                                              |  |  |  |  |  |  |  |  |  |  |  |  |  |  |  |
|  |                                              |  |  |  |  |  |  |  |  |  |  |  |  |  |  |  |
|  | 12. Louis Alexandre, Count of Toulouse       |  |  |  |  |  |  |  |  |  |  |  |  |  |  |  |
|  |                                              |  |  |  |  |  |  |  |  |  |  |  |  |  |  |  |
|  |                                              |  |  |  |  |  |  |  |  |  |  |  |  |  |  |  |
|  | 25. Madame de Montespan                      |  |  |  |  |  |  |  |  |  |  |  |  |  |  |  |
|  |                                              |  |  |  |  |  |  |  |  |  |  |  |  |  |  |  |
|  |                                              |  |  |  |  |  |  |  |  |  |  |  |  |  |  |  |
|  | 6. Louis Jean Marie, Duke of Penthièvre      |  |  |  |  |  |  |  |  |  |  |  |  |  |  |  |
|  |                                              |  |  |  |  |  |  |  |  |  |  |  |  |  |  |  |
|  |                                              |  |  |  |  |  |  |  |  |  |  |  |  |  |  |  |
|  | 26. Anne Jules de Noailles, Duke of Noailles |  |  |  |  |  |  |  |  |  |  |  |  |  |  |  |
|  |                                              |  |  |  |  |  |  |  |  |  |  |  |  |  |  |  |
|  |                                              |  |  |  |  |  |  |  |  |  |  |  |  |  |  |  |
|  | 13. Marie Victoire de Noailles               |  |  |  |  |  |  |  |  |  |  |  |  |  |  |  |
|  |                                              |  |  |  |  |  |  |  |  |  |  |  |  |  |  |  |
|  |                                              |  |  |  |  |  |  |  |  |  |  |  |  |  |  |  |
|  | 27. Marie-Françoise de Bournonville          |  |  |  |  |  |  |  |  |  |  |  |  |  |  |  |
|  |                                              |  |  |  |  |  |  |  |  |  |  |  |  |  |  |  |
|  |                                              |  |  |  |  |  |  |  |  |  |  |  |  |  |  |  |
|  | 3. Louise Marie Adélaïde de Bourbon          |  |  |  |  |  |  |  |  |  |  |  |  |  |  |  |
|  |                                              |  |  |  |  |  |  |  |  |  |  |  |  |  |  |  |
|  |                                              |  |  |  |  |  |  |  |  |  |  |  |  |  |  |  |
|  | 28. Rinaldo d'Este, Duke of Modena           |  |  |  |  |  |  |  |  |  |  |  |  |  |  |  |
|  |                                              |  |  |  |  |  |  |  |  |  |  |  |  |  |  |  |
|  |                                              |  |  |  |  |  |  |  |  |  |  |  |  |  |  |  |
|  | 14. Francesco III d'Este, Duke of Modena     |  |  |  |  |  |  |  |  |  |  |  |  |  |  |  |
|  |                                              |  |  |  |  |  |  |  |  |  |  |  |  |  |  |  |
|  |                                              |  |  |  |  |  |  |  |  |  |  |  |  |  |  |  |
|  | 29. Charlotte of Brunswick-Lüneburg          |  |  |  |  |  |  |  |  |  |  |  |  |  |  |  |
|  |                                              |  |  |  |  |  |  |  |  |  |  |  |  |  |  |  |
|  |                                              |  |  |  |  |  |  |  |  |  |  |  |  |  |  |  |
|  | 7. Maria Teresa Felicitas d'Este             |  |  |  |  |  |  |  |  |  |  |  |  |  |  |  |
|  |                                              |  |  |  |  |  |  |  |  |  |  |  |  |  |  |  |
|  |                                              |  |  |  |  |  |  |  |  |  |  |  |  |  |  |  |
|  | 30. Филип II Орлеански (= 16)                |  |  |  |  |  |  |  |  |  |  |  |  |  |  |  |
|  |                                              |  |  |  |  |  |  |  |  |  |  |  |  |  |  |  |
|  |                                              |  |  |  |  |  |  |  |  |  |  |  |  |  |  |  |
|  | 15. Charlotte Aglaé d'Orléans                |  |  |  |  |  |  |  |  |  |  |  |  |  |  |  |
|  |                                              |  |  |  |  |  |  |  |  |  |  |  |  |  |  |  |
|  |                                              |  |  |  |  |  |  |  |  |  |  |  |  |  |  |  |
|  | 31. Françoise Marie de Bourbon (= 17)        |  |  |  |  |  |  |  |  |  |  |  |  |  |  |  |
|  |                                              |  |  |  |  |  |  |  |  |  |  |  |  |  |  |  |
|  |                                              |  |  |  |  |  |  |  |  |  |  |  |  |  |  |  |